# Педро Роча
Педро Роча (3. децембар 1942 — 2. децембар 2013) био је уругвајски фудбалер.

## Каријера
Током каријере играо је за Пењарол, Сао Пауло, Палмеирас, Коритиба и многе друге клубове.

## Репрезентација
За репрезентацију Уругваја дебитовао је 1961. године, наступао и на Светском првенству 1962., 1966, 1970. и 1974. године. За национални тим одиграо је 54 утакмице и постигао 17 голова.

## Статистика
| Уругвај | Уругвај | Уругвај |
| Год.    | Ута.    | Гол.    |
| ------- | ------- | ------- |
| 1961    | 1       | 0       |
| 1962    | 6       | 0       |
| 1963    | 2       | 0       |
| 1964    | 0       | 0       |
| 1965    | 9       | 5       |
| 1966    | 7       | 1       |
| 1967    | 10      | 8       |
| 1968    | 8       | 1       |
| 1969    | 5       | 1       |
| 1970    | 3       | 1       |
| 1971    | 0       | 0       |
| 1972    | 0       | 0       |
| 1973    | 0       | 0       |
| 1974    | 3       | 0       |
| Укупно  | 54      | 17      |